# Salvatore Ferragamo S.p.A.
Salvatore Ferragamo S.p.A. é uma empresa italiana de artigos de luxo, com sede em Florença, Itália. É especializada em calçados, artigos de couro, relógios suíços e roupas para homens e mulheres. A empresa também licencia óculos e relógios.
É a empresa-mãe do Grupo Ferragamo, que emprega cerca de 4.000 pessoas e mantém uma rede de mais de 685 lojas monomarca e opera na Itália e no mundo. Foi fundada por Salvatore Ferragamo em 1928.

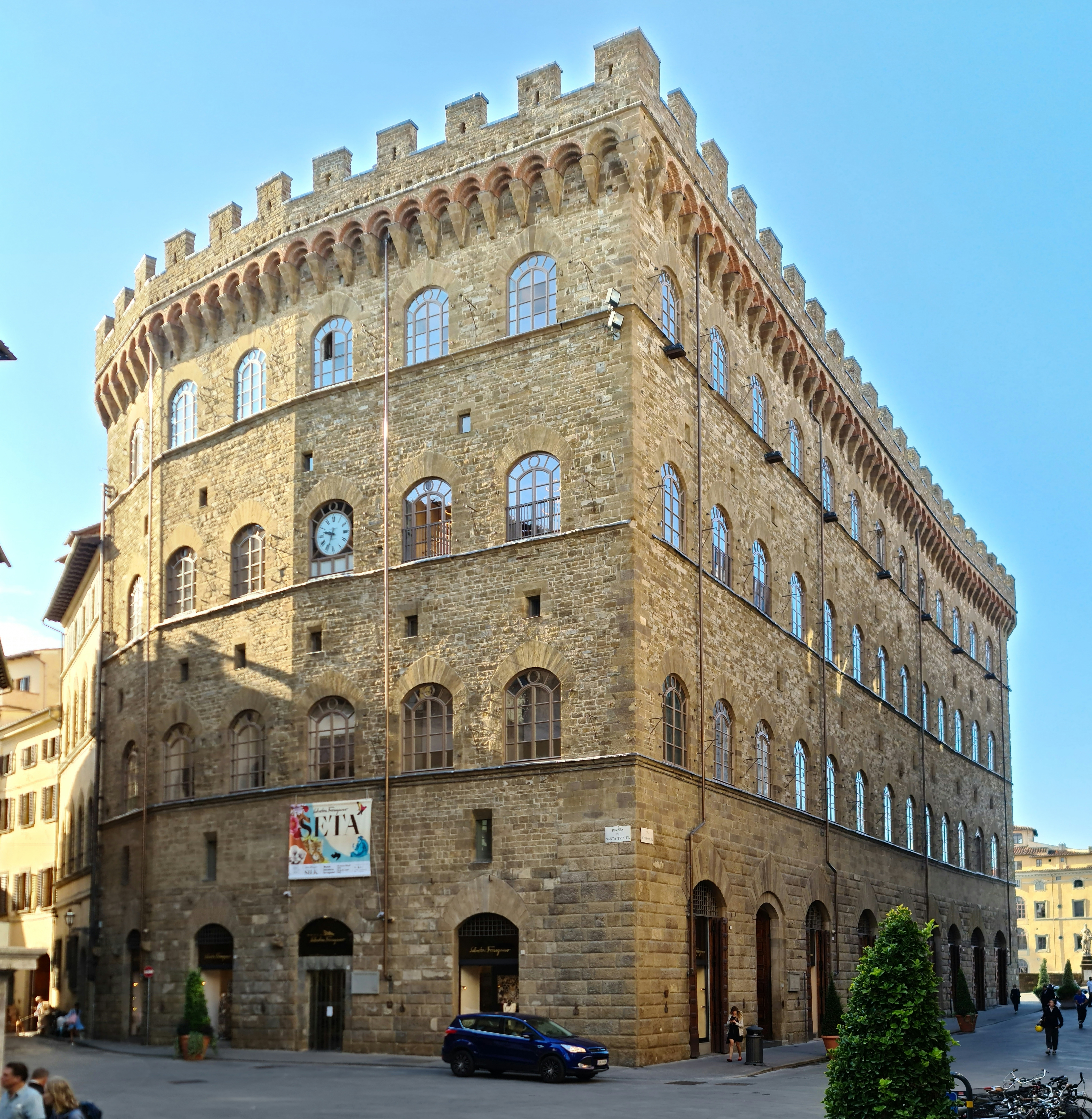
Palazzo Spini Feroni, a sede da empresa em Florença.